# Natuurfilosofie
Natuurfilosofie is dat gedeelte van de wijsbegeerte dat de stoffelijke wereld tot voorwerp van studie heeft. Deze filosofische natuurbeschouwing kan gezien worden als voorloper van de moderne natuurwetenschappen.

## Oudheid
Binnen de context van de Griekse filosofie bedoelt men met de Natuurfilosofen de individuen uit de 6e en 5e eeuw voor onze jaartelling die zich bezighielden met de vraag naar de oorsprong van ons heelal, en de processen die zich hierbinnen afspelen, zonder dat ze daarbij hun toevlucht namen tot de traditionele 'verklaringen' zoals gegeven in de mythen.
Hierbij dienen enkele kanttekeningen gemaakt te worden:
- Ook latere Griekse filosofen hebben zich met de 'natuur' beziggehouden.
- De term natuurfilosofen is ontstaan doordat deze filosofen veelal de titel Over de natuur (Gr. peri phuseōs) gaven aan hun werk. Maar zij hadden de pretentie zich met 'alles' bezig te houden, al wat is, al het zijnde. Vandaar dat het zuiverder zou zijn om over ontologen te spreken, of over hun filosofie als een ontologie waarvan de natuurfilosofie deel uitmaakt.
- Een bewuste definitie van wat 'natuur' is treffen we niet aan vóór Aristoteles. Er wordt aanvankelijk geen onderscheid gemaakt tussen 'natuur' en andere domeinen. Daarom konden wat wij metafysische opvattingen noemen, invloed hebben op hun opvatting van de natuur. Ook gebruikten zij soms uitdrukkingen uit een ander bereik (bijvoorbeeld uitdrukkingen die wij ethisch zouden noemen) om processen uit de natuur aan te duiden.
- Daarnaast speelden bepaalde aannames een rol, die - voor ons gevoel - hun opvattingen in een bepaalde richting dwongen. Er werd bijvoorbeeld aangenomen dat de bewegingen van de hemellichamen de vorm van een cirkel hadden, ook al bleek dit later in de berekeningen problemen op te leveren. Men vond toen de epicycli uit, kleine cirkels op de baan van een grote cirkel, om de berekeningen weer kloppend te krijgen. Het bleef een axioma dat hemellichamen de 'perfecte' beweging van een cirkel hadden.

In de loop der tijden is verschillend aangekeken tegen (delen van) de Griekse natuurfilosofie, vooral doordat men dacht te zien dat de Grieken een bepaalde visie, die op dat moment dominant was in de wetenschap, al hadden 'voorzien'. Aangezien dit per tijdperk verandert, is daar in het onderstaande geen aandacht aan besteed.
Na het hellenisme ontwikkelt de natuurfilosofie zich niet meer noemenswaard, vandaar dat Epicurus en de Stoa de laatste twee hoofdstukken zijn binnen het hoofdstuk Oudheid.
Zie verder het Wikipedia-artikel Klassieke filosofie voor andere aspecten van de antieke filosofie.

### Presocratische natuurfilosofen
Omdat van hetgeen deze Griekse natuurfilosofen geschreven hebben slechts fragmenten zijn overgeleverd, zijn we voor kennis aangaande hun opvattingen goeddeels aangewezen op latere bronnen als Aristoteles, Stobaeus en Simplicius. Bij het interpreteren hiervan is enige voorzichtigheid op haar plaats, aangezien historische objectiviteit in onze zin niet hun oogmerk was; Aristoteles bijvoorbeeld hanteert zelf 4 soorten oorzaak (Stof-, Vorm-, Doel- en Bewegingsoorzaak), en hij gaat hiernaar dan ook op zoek bij zijn voorgangers. Maar deze maakten dit onderscheid helemaal niet.
Een andere voor ons complicerende factor is dat bij hen geen duidelijk onderscheid bestond tussen organisch en anorganisch. (Dit is het fenomeen dat men wel aanduidt met de term hylozoïsme.)
Algemeen kenmerk van hun natuurfilosofie is de theoretische speculatie met inachtneming van gegevens uit de waarneming.

#### Anaximander
Anaximander ging in zijn kosmogonie uit van een verondersteld apeiron (het onbeperkte), iets onuitputtelijks waaruit onze kosmos zich heeft gevormd. In dit apeiron ontstaan spanningen en het barst op een gegeven moment. Verschillende stroken vuur worden weggeslingerd, en komen elk op verschillende afstand van de aarde terecht. Hieromheen vormen zich uitwasemingen, waarin enkele gaten zitten. Door deze gaten zien wij dat vuur, en dat is feitelijk hetgeen wij onze hemellichamen noemen. In het midden van het zo gevormde heelal blijft de aarde op haar plek. In zijn wereldbeeld zou het beter gepast hebben dat de aarde rond was, maar omdat onze waarneming nu eenmaal duidelijk laat zien dat de aarde plat is, was zij in zijn opvatting cilindervormig, waarbij wij op de platte bovenkant van die cilinder wonen.

#### Parmenides

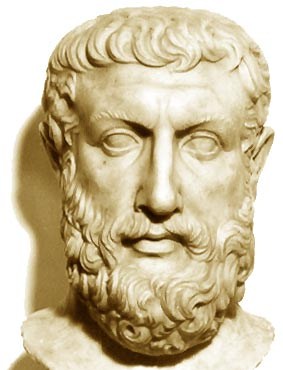
Parmenides

De invloed van Parmenides op de natuurfilosofie is zeer groot. Door zijn metafysische uitspraak dat niets tot stand kan komen of vergaan, 'verbood' hij theorieën waarin een schepping uit het niets een rol speelde. Alles is wat het is, alles is één, onbeweeglijk, onveranderlijk. Dat is 'de waarheid'. De natuur zoals de mens die meent te zien, met beweging, ontstaan en vergaan, bestaat eigenlijk niet, het is slechts onze verkeerde wijze van beschouwen die haar creëert. Toch geeft Parmenides er een beschrijving van, hij heeft dus ook een eigen natuurfilosofie. Hierin geldt dat het al gevuld is met licht en nacht; alles in onze wereld is middels menging (Gr. migma) samengesteld uit deze elementen licht en nacht. Parmenides was de eerste die dit begrip menging introduceerde.

#### Empedocles
Empedocles beschrijft het ontstaan van de wereld als volgt. Aanvankelijk waren er allerlei losse ledematen; Liefde kwam met haar verenigende kracht, en maakte hier gehelen van. Dit verliep niet direct perfect, en er kwamen wezens als de centauren tot stand. Later ging het beter en kwam de wereld zoals wij die kennen tot stand. Dit proces zal echter verdergaan, en Liefde zal er uiteindelijk voor zorgen dat alles aan elkaar vastgeklonterd zal zijn.
Als alles één is, zit Haat aan de rand. Deze breekt dan echter binnen, haalt alles weer uit elkaar, en bewerkstelligt een wervelbeweging, waaruit de 4 elementen (wortels genaamd: water, aarde, lucht en vuur) ontstaan.
Liefde zorgt dus voor het ontstaan van levende wezens (zoögonie), Haat voor het ontstaan van de kosmos (kosmogonie).
Pas vanaf hier kan men, in Aristotelische terminologie, van aparte bewegingsoorzaken spreken.
Empedocles is ook de auteur van een religieus getint gedicht, de Reinigingen waarin onder andere zielsverhuizing (en dus een onsterfelijke ziel) wordt aangenomen. Het is (voor ons) niet makkelijk de inhoud van dit gedicht in overeenstemming te brengen met zijn natuurfilosofie, zoals beschreven in zijn gedicht Over de Natuur.

#### Atomisten
De ondoordringbare, onvergankelijke atomen van de atomisten Leucippus en Democritus hebben slechts kwantitatieve eigenschappen (afmeting en vorm). Naast de atomen (het zijnde) bestaat er een oneindige, doordringbare, leegte (het niet-zijnde) waarbinnen zich voortdurend een oneindig aantal atomen in alle mogelijke richtingen beweegt. Dit alles gebeurt geheel mechanisch, zonder vooropgezette bedoeling.
Universums ontstaan doordat er op een bepaalde plek zeer veel atomen samenkomen. Er ontstaat dan een wervelende beweging, waarbij de grotere atomen in het centrum blijven, en de lichtere naar buiten worden gedreven. Aarde, zee, lucht en sterren ontstaan doordat atomen van vergelijkbare grootte bijeen komen ('Gelijk zoekt gelijk' was een Grieks axioma). Zon en maan ontstaan evenwel afzonderlijk; daarom hebben sommige werelden geen zon of maan, of hebben er juist meer dan een. Deze universums vergaan wanneer er een onderlinge botsing plaatsvindt tussen twee van hen, of wanneer er anderzijds van buitenaf een grote toevloed van atomen op indringt.
De atomen kunnen wij niet zien; hun bestaan is een hypothese die het bestaan van hetgeen wij om ons heen zien moet verklaren. Datgene namelijk wat is samengesteld uit atomen en leegte kunnen wij wel zien. Alle voorwerpen en lichamen hebben hun individuele eigenschappen dankzij de vormen van de verschillende atomen waaruit ze zijn samengesteld, alsmede door de plaats die die atomen innemen binnen de gevormde combinatie. Dit naar analogie met de vorming van verschillende woorden met behulp van dezelfde letters: in een andere volgorde gezet, vormen ze een ander woord (keel - leek), maar ook wanneer eenzelfde letter in een andere positie (omgekeerd) wordt gezet: (ken - keu).

#### Pythagoreeërs
Een aparte plaats nemen de Pythagoreeërs in, doordat wat bij andere filosofen de vier elementen zijn, bij hen de getallen lijken te zijn. Getallen zitten in de dingen, 'zijn' (constitutief voor) de dingen. Klanken, maar ook zaken als rechtvaardigheid 'zijn' (uitdrukking van) getallen. Men kan ook zeggen dat de Pythagoreërs het begrip getal kwalitatief interpreteerden, men kan misschien van een intuïtie spreken dat de wereld mathematisch is geordend, maar het blijven moeizame omschrijvingen van een wereldbeeld dat wij niet kunnen navoelen.
In het stelsel van een latere Pythagoreeër, Philolaus staat niet de aarde in het middelpunt, maar dat wat de haard wordt genoemd, waaromheen 10 hemellichamen draaien (10 was het perfecte getal). Ook de latere astronoom Hipparchus zal de aarde niet in het middelpunt van het heelal plaatsen.

### Plato
Plato's natuurfilosofie is niet zo bekend, vooral omdat het werk waarin hij deze uiteenzet, de Timaeus, enigszins esoterisch is. Hierin geeft hij zijn opvattingen weer als een waarschijnlijk verhaal, en niet als 'wetenschap', want zekerheid valt er volgens hem niet te bereiken wanneer men het heeft over de veranderlijke natuur om ons heen.
In de Timaeus wordt een proces beschreven waarin de Demiurg (ambachtsman, organisator) de bestaande chaos ordent. Hij stelt het verhaal voor alsof het zich in de tijd afspeelt, maar het is waarschijnlijk dat dit alleen een middel is om de structuur duidelijk te maken.
Alles is zo goed mogelijk gemaakt, dat wil zeggen onze wereld is een zo goed mogelijke afspiegeling van de transcendente wereld der Ideeën. Plato laat zijn Ideeënleer dus niet los binnen zijn natuurfilosofie.
Plato kent ook elementen; deze hebben geen eigenschappen, maar wel stereometrische vormen, respectievelijk de piramide (tetraëder), de octaëder (8-vlak), de icosaëder (20-vlak) en de kubus:
|                      |                   |                     |       |  |
| piramide (tetraëder) | octaëder (8-vlak) | icosaëder (20-vlak) | kubus |  |

Hierbij staat de kubus voor aarde, de piramide voor vuur, het 8-vlak voor lucht en het 20-vlak voor water.
(De overgang van deze mathematische conceptie naar de fysische verwerkelijking in de (voor ons waarneembare) wereld is problematisch. Moet men het zich zo voorstellen, dat de ervaring dat vuur pijn doet, veroorzaakt wordt door de puntigheid van de driehoekjes waardoor je geprikt wordt?)
Deze vormen zijn alle vier samengesteld uit twee soorten driehoeken. Dat water verdampt, of vuur ontstaat, komt door het uiteenvallen van die driehoeken en het aangaan van een andere combinatie. De elementen kunnen dus veranderen. Men treft bij Plato dus een combinatie aan van de opvatting der atomisten (de driehoeken), en de mathematische structuur/intuïtie van de Pyhtagoreërs, en de vier elementen zoals we die kennen van Empedocles, maar die bij Plato niet primair zijn.
Datgene wat enige gelijkenis vertoont met wat Aristoteles later materie zal noemen, krijgt in de Timaeus diverse, wat bevreemdende namen: ontvanger van al het worden, datgene waarin indrukken worden gemaakt, natuur die alle lichamen ontvangt, moeder van al het worden. Het is een begrip dat ook volgens Plato zelf zeer moeilijk te vatten is. Deze moeder van het worden is er al wanneer de demiurg aantreedt, dat wil zeggen er is ook bij Plato geen sprake van een schepping uit het niets. De demiurg overreedt haar om zo goed als mogelijk de Ideeën na te bootsen.

### Aristoteles

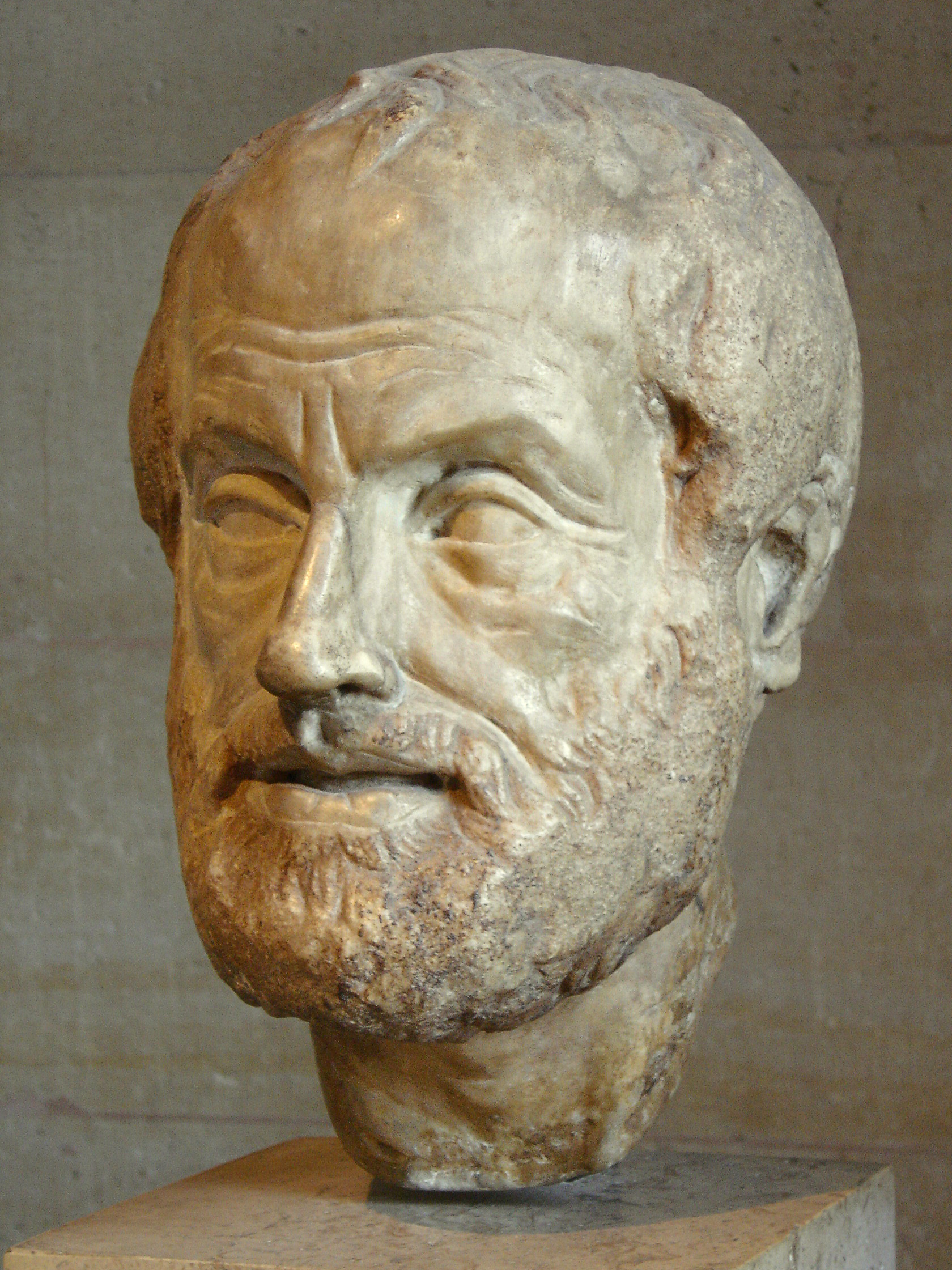
Aristoteles

Volgens Aristoteles houdt de natuurkunde zich bezig met zaken die een eigen bestaan hebben, maar niet onveranderlijk zijn . Dit in tegenstelling tot de wiskunde die zich bezighoudt met zaken die onveranderlijk zijn, maar geen eigen bestaan kennen, en in tegenstelling tot de metafysica (in zijn terminologie de theologie) die zich bezighoudt met zaken die én een eigen bestaan kennen, én onveranderlijk zijn.
Volgens Aristoteles is het wél mogelijk om op wetenschappelijke wijze te spreken over de (veranderende) natuur om ons heen. Hij laat Plato's Ideeënleer los (waarin de Ideeën los stonden van de dingen) en stelt hiervoor in de plaats de Vorm, die in de dingen zelf zit, en die wij alleen begripsmatig kunnen scheiden van de dingen. Daarmee is de werkelijkheid om ons heen dus niet langer van lager allooi, en hoeven we geen wantrouwen te hebben jegens de gegevens die wij binnen krijgen via de zintuigen.
Aristoteles onderkent ook de vier elementen, maar volgens hem bestaat er nog een vijfde element: ether, dat zich alleen in de bovenmaanse sferen bevindt. Deze ether beweegt zich in volmaakte cirkelbewegingen. Voor Aristoteles zijn de natuurprocessen boven en onder de maan fundamenteel verschillend. (Zijn leerling Theophrastus wist niet zo goed raad met het onderscheid onder- en bovenmaans, en schafte deze ether dan ook weer af.)
Aristoteles' natuurfilosofie is teleologisch (dat wil zeggen hij onderkent een doel als oorzaak): alles streeft naar een doel, telos, bijvoorbeeld naar zijn natuurlijke plaats: stenen vallen, vuur gaat omhoog. Deze hebben dus in zichzelf een beginsel van beweging, maar kunnen niet, zoals levende wezens wel, zichzelf afremmen, of een eigen richting kiezen. De levende wezens zijn hiertoe in staat, omdat zij een ziel hebben, hun bewegingsprincipe. Dit doelgerichte kan ook anders bezien worden: een eikel streeft ernaar een eik worden, omdat de eikel in potentie een eik is (en niet een beuk). Zo ook voor een kind. Dit gaat nog verder: Aristoteles wijst Pythagoras' zielsverhuizing af, omdat de mensenziel onlosmakelijk verbonden is met de mens, en alleen maar met de mens. Een lichaam kan potentieel leven, maar leeft pas actueel als het een ziel heeft. Ziel is dus de verwerkelijking, datgene wat maakt dat een levend wezen leeft. Ziel is verbonden aan het lichaam zoals het zicht aan het oog verbonden is. Aristoteles drukt dit uit door te zeggen dat de ziel de entelechie van het lichaam is (in dit woord herkent men weer telos (doel) ). Lichaam en ziel zijn dus niet twee aparte substanties; men kan ze slechts begripsmatig deze onderscheiden bij het levende wezen, men kan ze niet fysiek scheiden.
In het ondermaanse speelden verder mathematische begrippen geen rol. Aristoteles moest dan ook in dit opzicht niets van hebben van de pythagorese opvatting omtrent het universum. Voor hem heeft de wiskunde geen betrekking op de realiteit; het mathematische is een abstractie, en als zodanig alleen in onze geest aanwezig.
Centraal onderwerp binnen de natuurkunde is voor Aristoteles het begrip beweging. Beweging is mogelijk volgens Aristoteles, ook zonder dat er leegte bestaat. Verder is volgens hem ons universum eeuwig. Zie verder het artikel over Aristoteles' Fysica.

### Epicurus
Epicurus greep terug op de presocratische atomisten. Maar zijn atomen vallen allemaal van boven naar beneden. Door volstrekt toevallige zijwaartse bewegingen (enklisis) botsen ze op elkaar, en uit zulke botsingen en samenklonteringen ontstaan materiële objecten en lichamen. Met deze enklisis gaf hij aan dat niet alles gepredetermineerd was.
Ruimte en tijd bestaan voor hem uit minima, en een atoom kan nooit minder dan zo'n minimum bewegen. Het atoom is voor ons dus 'weg' tijdens de beweging van het ene minimum naar het andere. Men kan feitelijk alleen maar zeggen dat het atoom bewogen heeft, niet dat het beweegt.
Volgens Epicurus is niet alleen ons heelal zo tot stand gekomen op grond van toeval, er bestaan (en vergaan) oneindig vele universa.
Zijn natuurfilosofie diende niet om de waarheid te vinden, maar heeft een ethisch oogmerk: mensen te verlossen van angsten door ze te laten zien hoe alles in elkaar zit. Er zijn geen boze Goden die wij moeten vrezen, er is geen leven na de dood waarin wij gestraft worden, etc.

### Stoïcijnen
Volgens de Stoïcijnen bestaat er slechts één universum, maar dit ontstaat en vergaat periodiek. De 'volmaakte' toestand is die waarin alles binnen onze levende kosmos (goddelijk) vuur is. Maar omdat het dat vuur aan voedsel gaat ontbreken, dooft het langzaamaan, en wordt het tot ons universum met de vier verschillende elementen. Na verloop van tijd ontstaat weer de ontwikkeling naar het vuur toe - het vuur blijkt toch het krachtigste element - en begint alles van voren af aan. Alles herhaalt zich zo eindeloos, op steeds dezelfde manier, want er is geen reden waarom de goddelijke Logos af zou wijken van zijn 'volmaakte' werkwijze. Ons universum kan volgens hen niet eeuwig zijn omdat het materie is, en dus vergankelijk.